# Écluse de Sheffield

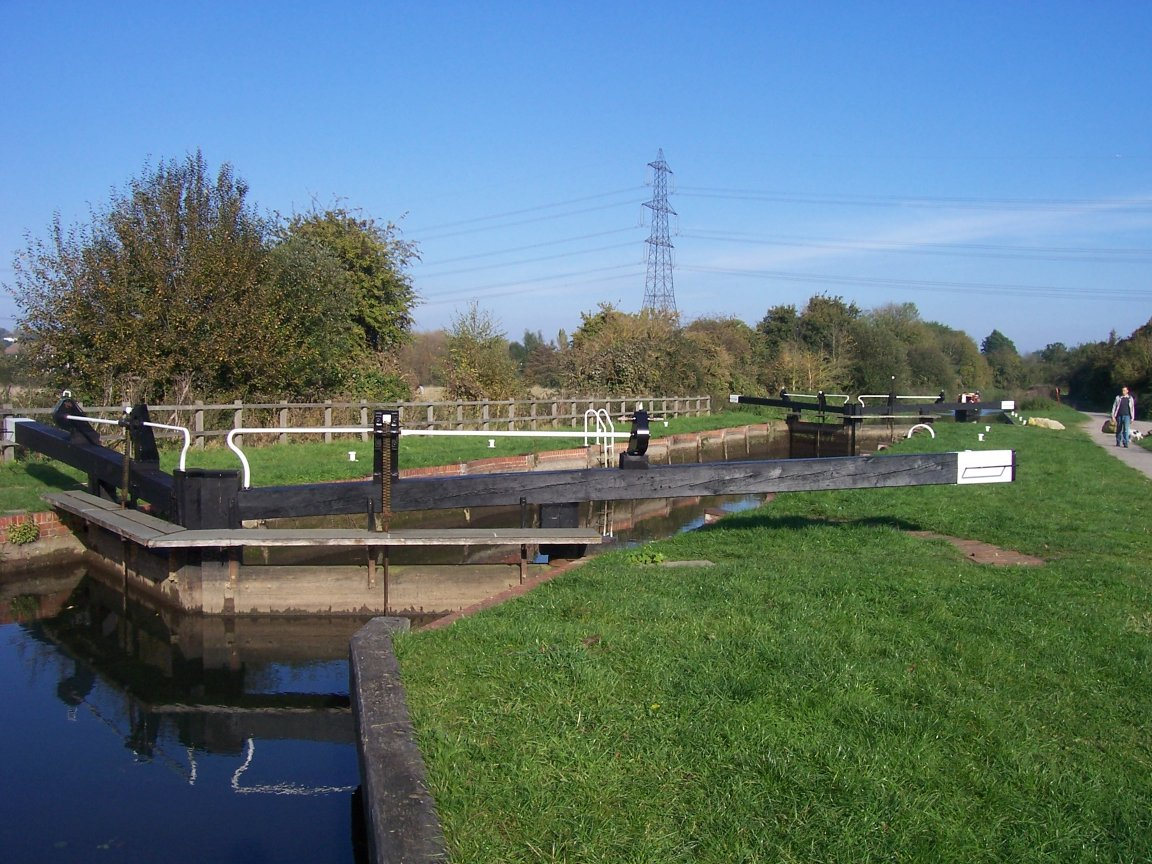
Écluse de Sheffield

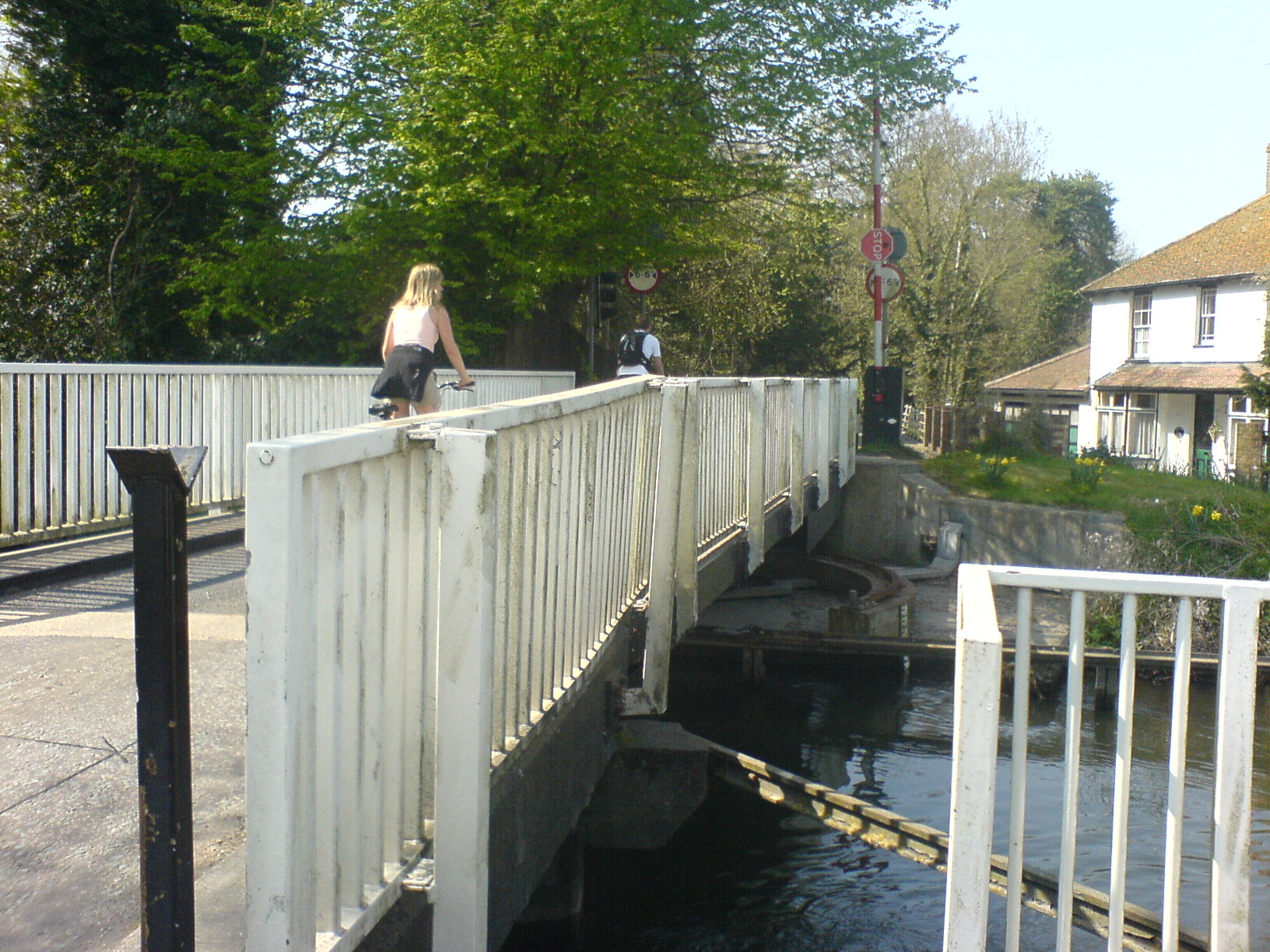
À proximité du pont tournant de Theale

L’écluse de Sheffield est une écluse sur le canal Kennet et Avon, située dans la paroisse civile de Burghfield, dans le Berkshire, en Angleterre. Elle est parfois dénommée par erreur écluse de Shenfield.
L'écluse de Sheffield a été construite entre 1718 et 1723 sous la direction de l'ingénieur John Hore de Newbury. Cette portion de rivière est maintenant administrée par la British Waterways et connue sous le nom de voie navigable Kennet (Kennet Navigation). L’écluse permet de franchir un dénivelé de 0,66 m (2 pi 2 po).
L’écluse a été construite au début du XVIIIe siècle et avait, à l'origine, des bas-côtés engazonnés. Elle a été agrandie au milieu du XVIIIe siècle pour faire face aux grandes barges « Newbury » et a été modifiée au XXe siècle. Elle est composée d’une chambre aux parois de brique constituée de 11 baies festonnées, et dispose de deux doubles portes en bois, toutes avec une transmission mécanique à palettes. L’écluse est un ouvrage classé grade II et un bâtiment ancien classé (en).